# Lella Cuberli
Lella Cuberli (* 29. September 1945 in Austin, Texas als Lela Alice Terrell) ist eine US-amerikanische Opernsängerin (Sopran), deren Name besonders mit Mozart und dem Belcanto-Repertoire des frühen 19. Jahrhunderts verbunden ist, besonders mit Rossini. 

## Biographie
Lella Cuberli studierte zunächst an der Southern Methodist University in Dallas und später in Mailand. Ihr Opern-Debüt machte sie in Siena 1973. Sie gewann mehrere Preise auf internationalen Gesangs-Wettbewerben.
1975 trat sie in Ungarn als Violetta in La traviata auf und begann damit ihre internationale Aktivität. Ihr Debüt an der Mailänder Scala folgte 1978 in Mozarts Die Entführung aus dem Serail, und bald galt sie als Spezialistin für Mozart und Händel. Sie sang außerdem die Hauptrollen in zahlreichen Opern von Rossini: In La donna del lago, Il turco in Italia, Il viaggio a Reims, Bianca e Falliero (beim Rossini Opera Festival von Pesaro), in Semiramide und in Elisabetta regina d’Inghilterra; somit galt sie als eine der größten Rossini-Soprane ihrer Zeit.
1982 wurde sie nach New York in die Carnegie Hall eingeladen, um an der Seite von Marilyn Horne in Tancredi zu singen. Im September 1985 sang sie in Berlin in Beethovens Missa solemnis unter Karajan, mit dem sie auch 1986 und 1988 in Salzburg zusammenarbeitete. Unter seiner Leitung sang sie außerdem die Sopranpartien in Beethovens 9. Sinfonie und in Brahms’ Requiem. Bei den Salzburger Festspielen sang sie in den Jahren 1986 bis 1989 die Gräfin in Le nozze di Figaro unter James Levine (Regie: Jean-Pierre Ponnelle) und Donna Anna in Don Giovanni in den Jahren 1994 bis 1996 unter der Leitung von Daniel Barenboim (Regie: Patrice Chéreau).
Gleichzeitig widmete sie sich anderen Rollen, so sang sie die Rollen der Lucia (Lucia di Lammermoor), Violetta (La traviata), Desdemona (Otello), Mimì (La Bohème), Mélisande (Pelléas et Mélisande), Anne Trulove (The Rake’s Progress) u. a. Der Komponist Nino Rota schrieb für ihre Stimme die Rabelaisiana für Sopran und Orchester.
Cuberli machte Einspielungen, darunter auch einige Raritäten wie La Senna festeggiante von Vivaldi (mit der Capella Coloniensis), Torvaldo e Dorliska und Tancredi von Rossini (mit Marilyn Horne und Ernesto Palacio), Pia de’ Tolomei von Donizetti, Il barbiere di Siviglia von Paisiello, Mitridate und Lucio Silla von Mozart, ein Recital mit Belcanto-Arien und eine CD mit Mozarts Exsultate, jubilate und Pergolesis Miserere Nr. 2 (Stradivarius). Es liegt außerdem eine Mozart-Trilogie unter Daniel Barenboim vor, mit Così fan tutte, Le nozze di Figaro und Don Giovanni.
Sie bekam zahlreiche Preise und Auszeichnungen: 1981/1982 verliehen ihr die italienischen Kritiker den Kritikerpreis Premio Abbiati „für eine ganze Reihe von Darbietungen von hohem stilistischem Wert“. 1986 bekam sie von der Académie française in Paris den Grand Prix du Disque als beste Interpretin in der Einspielung von Rossinis Il viaggio a Reims. In Campione d’Italia bekam sie die „Maschera d’Argento 1985/86“ (silberne Maske) von einer Kommission aus Experten und Kritikern, und 1995 wurde sie vom französischen Ministerium für Kultur zum „Chevalier dans l’ordre des Arts et des lettres“  ernannt. 
In französischer Sprache ist eine Biographie erschienen: Les Divas. 2010 bekam sie den „Bellini d’Oro“ (goldener Bellini), 2013 den „Premio del Belcanto Rodolfo Celletti“ (Festival della Valle d’Itria) und 2015 erhielt sie einen Preis von der Associazione „Amici della Musica“ in Alcamo, u. a. für „die verfeinerte Eleganz und den Geschmack“ ihrer Interpretationen im Belcanto-Repertoire, besonders für Mozart und Rossini, und auch für Qualitäten wie „ihre Offenheit und einfache Herzlichkeit im zwischenmenschlichen Umgang“.
Lella Cuberli unterrichtet an der „Accademia d’Arte lirica“ in Osimo und hat verschiedene Meisterkurse gegeben.